# Belize ved sommer-OL 2016
Belize deltog ved Sommer-OL 2016 i Rio de Janeiro som blev arrangeret i perioden 5. august til 21. august 2016. 
Tre atleter blev udvalgt til holdet, konkurrerende i atletik og judo. Belize Olympic and Commonwealth Games Association udpegede 200 m sprinteren Brandon Jones til at bære landets flag i åbningsceremonien Belize har endnu ikke vunde sin første olympiske medalje.

## Medaljer
| 2016 Rio de Janeiro | Guld | Sølv | Bronze | Total |
| Belize              | 0    | 0    | 0      | 0     |